# Molo w Juracie
Molo w Juracie – drewniane molo o długości 320 metrów znajdujące się na południowym wybrzeżu Juraty (od strony Zatoki Puckiej). Pierwsze molo w tym miejscu powstało na początku lat 30. XX w. Obecne wybudowane zostało w latach siedemdziesiątych XX w. i odbudowane po zniszczeniach zimowych na przełomie wieków XX i XXI. Molo stanowi przedłużenie deptaku Międzymorze.